# 罗宾·贝尔
罗宾·贝尔（Robin Bell，1977年11月16日—），生於南非开普敦，是一名澳大利亚男子皮划艇运动员，主攻激流回旋划艇项目。他曾在2008年夏季奥林匹克运动会上获得男子单人划艇激流回旋的铜牌。